# Isonandra alloneura
Isonandra alloneura är en tvåhjärtbladig växtart som beskrevs av Jeuken. Isonandra alloneura ingår i släktet Isonandra och familjen Sapotaceae.
Artens utbredningsområde är Sri Lanka. Inga underarter finns listade i Catalogue of Life.